# Raúl Sánchez Soya
Pedro Raúl Sánchez Soya (Valparaíso, 26 de octubre de 1933-Santiago, 28 de febrero de 2016) fue un futbolista profesional chileno, activo durante la década de 1960, que jugó como defensa central. Su nombre está ligado a la pulcritud, la fineza y al fútbol bien jugado.

## Trayectoria
Estudió en el Liceo Eduardo de la Barra. Sus primeros pasos futbolísticos fueron en el cerro Mariposa, siendo su primer club el Deportivo Carlos Vial Espantoso.
A pesar de que en su niñez era hincha de Everton de Viña del Mar, llegó a Santiago Wanderers desde el Deportivo Carlos Vial, equipo de la Liga Pérez Freire de Valparaíso, firmando su primer contrato en el equipo porteño el año 1952, en el que permaneció hasta 1964.
Los años 1965 y 1966 jugó en Colo-Colo. En 1967 en Rangers y su último año 1968 en Everton.

## Selección nacional
Fue internacional con la selección de Chile entre 1959 y 1964, registrando 33 partidos jugados. Destacó su participación titular en la obtención del tercer lugar de su selección en la Copa Mundial de 1962, jugando como titular todos los partidos, seis en total.
Según palabras de Sergio Navarro, compañero en la Copa Mundial de Fútbol de 1962, Sánchez, como defensor, no era un portentoso, pero basaba su juego en la velocidad y en su técnica —incluso de juvenil jugaba de delantero—. Sánchez motivó a otros defensores chilenos de los años 1970, como Elías Figueroa y Alberto Quintano.
El periodista, escritor, entrenador de fútbol y árbitro español Pedro Escartín en su libro Chile y su mundial, designa a Raúl Sánchez como el mejor defensa central del torneo 1962.

### Participaciones en Copas del Mundo
| Mundial              | Sede  | Resultado    | Partidos | Goles |
| -------------------- | ----- | ------------ | -------- | ----- |
| Copa Mundial de 1962 | Chile | Tercer lugar | 6        | 0     |

### Participaciones en Copa América
| Copa              | Sede      | Resultado | Partidos | Goles |
| ----------------- | --------- | --------- | -------- | ----- |
| Copa América 1959 | Argentina | Quinto    | 6        | 0     |

## Clubes
| Club               | País  | Año       |
| ------------------ | ----- | --------- |
| Santiago Wanderers | Chile | 1952-1964 |
| Colo-Colo          | Chile | 1965-1966 |
| Rangers            | Chile | 1967      |
| Everton            | Chile | 1968      |

## Palmarés

### Torneos nacionales oficiales
| Título           | Club               | País  | Año  |
| ---------------- | ------------------ | ----- | ---- |
| Primera División | Santiago Wanderers | Chile | 1958 |
| Copa Chile       | Santiago Wanderers | Chile | 1959 |
| Copa Chile       | Santiago Wanderers | Chile | 1961 |

### Torneos internacionales oficiales
| Título                      | Equipo             | Sede  | Año  |
| --------------------------- | ------------------ | ----- | ---- |
| 3er lugar Copa Mundial 1962 | Selección de Chile | Chile | 1962 |

### Distinciones individuales
| Distinción                                          | Año  |
| --------------------------------------------------- | ---- |
| Mejor futbolista (Chile) por la Revista Estadio     | 1962 |
| Parte del Equipo Bicentenario de Santiago Wanderers | 2010 |
| Jugador Emblema de Santiago Wanderers               | 2013 |